# Дэвис, Аделия
Дэ́йзи Аде́лия Дэ́вис (англ. Daisie Adelle Davis; 25 февраля 1904 — 31 мая 1974) — американская писательница и одна из первых исследователей в области нутрициологии в середине XX века. Она была сторонницей цельной необработанной пищи, выступала против пищевых добавок и утверждала, что диетические добавки и другие питательные вещества играют важнейшую роль в поддержании здоровья, предотвращении болезней и восстановлении здоровья после болезней. Несмотря на её популярность, её подходы серьёзно критикуются диетологами за отсутствие научных подтверждений и опасности, связанные с их применением.

## Здоровье и питание
Дэвис написала много книг, которые были опубликованы в США в период с 1947 по 1965 год. В одной из её книг под названием «Давайте иметь здоровых детей» (пересмотренное издание 1981 года) утверждается, что Дэвис подготовила индивидуальные диеты для более чем 20.000 людей, которые в течение многих лет приходили к ней или обращались к ней через врача, как к консультанту.
Она была резким критиком пищевой индустрии в США. В начале 1970-х она выступила на девятом ежегодном собрании «Международной ассоциации пострадавших от рака» в Отеле «Амбассадор» в Лос-Анджелесе. Процитировав статистику «Управления сельским хозяйством США», по которой около 10 миллионов людей в США страдают от таких болезней, как артрит, аллергии, сердечные заболевания и рак, она заявила: «Это то, что происходит с нами, Америкой, потому что 125 миллиардов долларов составляет пищевая индустрия, которая ничуть не заботиться о здоровье».

«Исследования показывают, что болезни почти всех разновидностей могут быть вызваны недостаточным снабжением различных сочетаний питательных веществ… [и] могут быть устранены при поступлении всех питательных веществ, защищающих от нанесения непоправимого ущерба, или, ещё лучше, что эти болезни могут быть предотвращены.»— Аделия Дэвис

## Биография, образование и работа
Аделия родилась от Чарльза и Харриет Дэвис в Лизтоне (штат Индиана, США) 25 февраля 1904 года. Она посещала Университет Purdue с 1923 по 1925 год и получила титул Бакалавра Искусств от Университета Калифорнии в Беркли в 1927 году. После обучения диетологии в Белевью и Фордхамском госпитале в Нью-Йорке, она стала контролёром питания в государственной школе Йонкерс с 1928 по 1930 год.
С 1931 по 1938 год, Дэвис была консультантом-диетологом в Окленде (Новая Зеландия) и Калифорнийском Университете Лос-Анджелеса, и она получила степень Магистра Наук в Биохимии в Южном Калифорнийском Институте.
В октябре 1943, Аделия вышла замуж за Джоржа Эдварда Лейзи и они усыновили двух детей, Джоржа и Барбару.
Начиная с 1948 года она была консультантом диетологии в городе Палос Вердес Естейт, Калифорнии, в то время когда она отдыхала от работы, она посвящала своё время семье, написанию книг и выступлениям на медицинских семинарах, в университетах и в других кругах. Дэвис также 5 раз была гостем на Ночном Шоу Звезды Джонни Карсона в период с 1972 по 1973 года.
В 1974 Аделия Дэвис умерла от остеосаркомы, когда ей было 70 лет.

## Опубликованные издания
В 1935 году в Англии была опубликована самая первая книга Аделии Дэвис под названием «Оптимальное здоровье», затем в 1939 году была опубликована её вторая книга «Вы можете чувствовать себя отлично». В 1942 году издательство Макмилан опубликовало одну из лучших работ Дэвис того периода книгу «Энергия при помощи планомерного питания» и в последующие годы переопубликовало эту книгу во второй раз (как исправленный вариант).
Известность Дэвис в Соединенных Штатах началась с выпуска первой из её серии «Let’s» книги «Давайте готовить правильно», изданной в 1947 году. Эта серия в конечном итоге включила в себя 4 наименования, каждая из которых стала бестселлером. В 1951 году вышла вторая книга серии «Давай сохраним здоровье детей». Затем в 1954 году была издана книга «Давайте есть правильно, чтобы сохранить форму» (на русском языке она выпущена под названием «Нутрицевтика»), в которой она описывает важность многих питательных веществ в жизни человека, среди которых такие витамины, как B6, и минералы, как цитрат магния. Эта серия была первоначально опубликована издательством Харкот в Нью-Йорке. В некоторые из этих работ было включено много диетических рекомендаций, сделанных Дэвис в ходе консультаций, а также результатов, полученных эти людьми. Её собственное изучение опубликованных отчётов по клиническим исследованиям людей и лабораторным испытаниям на животных были основой для ряда диетических рекомендаций в её книгах, и она указала множество ссылок на эти отчёты.
В 1961 году была выпущена книга Аделии Дэвис под названием «Изучение внутреннего пространства. Личный опыт употребления ЛСД-25», под псевдонимом Джейн Данлэп.

## Благодарности
В начале 1990 года в журнале «Натуральная Пища и Фермерство» была издана статья, в которой рассматривались взгляды Аделии Дэвис в свете недавних медицинских исследований. Статья гласила, что «Сегодняшние научные исследования подтверждаются и расширяются благодаря многим её работам», и что «Сегодняшние исследования показывают, что она была несомненно впереди своего времени… и чрезвычайно права».
Поддерживая усилия тех американских потребителей, которые поднимают вопросы о безопасности пищи, сенатор Патрик Лихи из штата Вермонт, бывший в то время председателем сенатского комитета по сельскому хозяйству, питанию и лесному хозяйству, в 1998 году включил в свой пресс-релиз следующее утверждение:

«Один из первопроходцев движения к более здоровой пище — Аделия Дэвис — нашла много безопасных и здоровых продуктов, основываясь на своих собственных исследованиях. В то время её точка зрения не принималась научным сообществом. Теперь же все медицинские данные, включая доклад о питании и здоровье бывшего Главного врача Офицерского корпуса службы общественного здравоохранения Купа, подтвердили её взгляды».
10 января 2000 года журнал «Insight on The News» представил результаты опроса читателей, на который ответили сотни тысяч людей. Среди многих категорий был также «Учёный Столетия». Аделия Дэвис заняла шестую позицию после таких знаменитостей, как Томас Эдисон, Эдвард Теллер, Джорж Вашингтон Карвер, Альберт Эйнштейн и Лютер Бербэнк.
Работа Аделии Дэвис была положительно оценена Институтом Достижения Возможностей Человека (IAHP), основанным Гленном Домэном. Дэвис помогала создать программу питания для IAHP, которая работала с повреждённым мозгом детей. Дэвис получила награду от IAHP с различными благодарностями за её работу.

## Фонд Аделии Дэвис
Фонд Адели Дэвис, цель которого состоит в том, чтобы «поддерживать программу образования и деятельность по развитию области питания», находится в Санта-Барбаре (штат Калифорния) и представлена в интернет-сообществе. Этот Фонд получает награды, пожертвования и наследства. Он предоставляет стипендию компетентным студентам и аспирантам, специализирующимся в науке питания. Никакая часть дохода Фонда Адели Дэвис не используется для выгоды какого-нибудь члена или отдельного человека. Весной 2006 года президент Фонда заявил, что они хотят переиздать книги Дэвис в ближайшем будущем.

## Научная критика
Несмотря на широкую известность, подходы Аделии Дэвис к питанию вызвали серьёзную и сильную критику со стороны других диетологов, причём один из обзоров комментирует её работы как «верные максимум только наполовину» (англ. «at best a half truth»). Хотя заслуга Дэвис в обращении внимания общественности на научную диетологию неоспорима, её серьёзно критиковали за неверное использование научного метода в диетологических работах, которое приводило к «нелепым выводам», что особенно странно в свете её научного образования. Многие выводы Дэвис, не поддерживаемые диетологами, включают мнение, что не только физическое здоровье, но и психические и социальные проблемы могут быть вылечены соответствующей диетой, и утверждение, что алкоголизм, преступления, самоубийства и разводы проистекают из неправильного питания. Хотя Дэвис была весьма популярна в 1970-е годы в США, ни одна её книга на была рекомендована ни одним профессиональным диетологическим обществом того времени. Независимый разбор впечатляющего количества ссылок и цитирований научной литературы в её книгах показал, что цитаты часто не точны, а ссылки не поддерживают или противоречат тем положениям, к которым они приведены, и что такие ошибки встречаются в среднем более раза на страницу. Один из разборов показал, что из 170 ссылок, входящих в одну главу её книги, только 30 действительно могут рассматриваться как поддерживающие высказанные положения. Более того, Конференция Белого дома по вопросам пищевых продуктов, питания и здоровья 1969 года (White House Conference on Food, Nutrition, and Health) приняла резолюцию, в которой указывалось, что книги Аделии Дэвис, вероятно, являются самым вредоносным источником неверной информации о питании.
Наибольшую обеспокоенность врачей и диетологов, рецензировавших её работы, вызывали не столько научные неточности, сколько опасные и «потенциально смертельные» рекомендации, даваемые в её книгах. Примерами таких сомнительных рекомендаций служат предложение увеличивать содержание кальция в диете для больных нефрозом, а также совет принимать большие дозы витаминов A и D. Рекомендация о приёме витамина A была предметом рассмотрения судебного процесса против Фонда Аделии Дэвис: девочка, мать которой следовала данной рекомендации, прекратила расти, что было доказано в суде, и Фонд проиграл иск на сумму $150,000. Другой случай в 1971 году закончился более удачно для ребёнка: после прекращения избыточного применения витамина A серьёзно заболевший от этого ребёнок поправился. В 1978 году родители ребёнка с почечными коликами последовали совету Дэвис, который был основан на неверной интерпретации исследования госпитализированных детей с другим заболеванием — гастроэнтеритом. Эти родители давали ребёнку препараты кальция, после чего ребёнок умер. Иск родителей к Фонду Аделии Дэвис — издательству книги, был закончен внесудебным урегулированием с выплатой $160 000.